# Yohane Suzgo Nyirenda
Yohane Suzgo Nyirenda (ur. 20 czerwca 1976 w Wozi) – malawijski duchowny katolicki, biskup Mzuzu od 2025.

## Życiorys

### Prezbiterat
Święcenia kapłańskie przyjął 19 lipca 2008 i został inkardynowany do diecezji Mzuzu. Pracował głównie jako duszpasterz parafialny, pełnił także funkcje m.in. diecezjalnego duszpasterza powołań (2012–2017), kierownika ośrodka formacyjnego (2017–2018) oraz rektora diecezjalnego Centrum Formacji Duchowej.

### Episkopat
5 maja 2023 papież Franciszek mianował go biskupem pomocniczym Mzuzu, ze stolicą tytularną Catrum. Sakry udzielił mu 5 sierpnia 2023 biskup John Alphonsus Ryan.
1 kwietnia 2025 został mianowany biskupem diecezji Mzuzu.